# Mühlgasse 24 (Widdern)

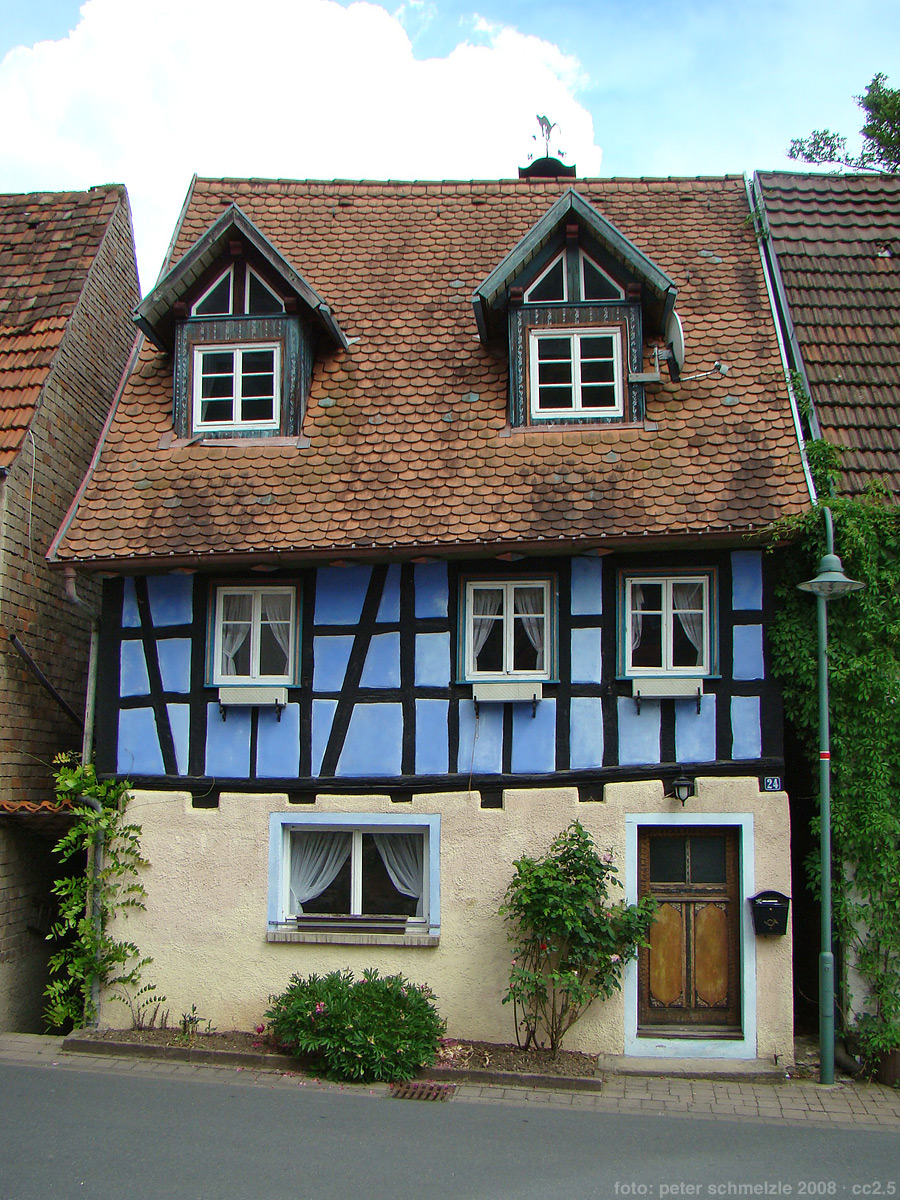
Mühlgasse 24 in Widdern (2008)

Das Gebäude Mühlgasse 24 in Widdern, einer Stadt im Landkreis Heilbronn in Baden-Württemberg, wurde wohl im Kern im 17. Jahrhundert errichtet. Das Wohnhaus ist ein erhaltenswertes Gebäude aber kein geschütztes Kulturdenkmal gemäß des Denkmalschutzgesetzes Baden-Württemberg.
Das zweigeschossige Fachwerkhaus mit Satteldach hat einen hohen, bis zur Kessach reichenden Keller. Das Erdgeschoss zur Mühlgasse ist massiv, das übrige Gebäude in Fachwerk errichtet. An der rückwärtigen Fassade zur Kessach ist das Obergeschoss erkerartig auskragend. Im 19./20. Jahrhundert wurde das Gebäude leicht verändert: Dachausbau mit Gauben, teilweise Änderung der Fensteröffnung und massive Erneuerung der straßenseitigen Erdgeschossfassade sowie des darüber liegenden Fachwerks.
Das Haus steht innerhalb der geschlossenen, traufständigen Gebäudereihe der Mühlgasse. Die jeweiligen Rückfassaden bilden zusammen mit Fluss, Brücke und Mühle ein einmaliges Ensemble.